# Kazuyuki Miyata
Kazuyuki Miyata (jap. 宮田和幸 Miyata Kazuyuki; ur. 29 stycznia 1976 w Mito) − japoński zapaśnik i zawodnik mieszanych sztuk walki (MMA).

## Sportowa kariera

### Zapasy
Był trzykrotnym mistrzem Japonii w zapasach w stylu wolnym. W 1999 i 2001 roku zwyciężył w kat. 69 kg, a w 2002 w kat. 66 kg.
W 2000 roku zajął czwarte miejsce w mistrzostwach Azji w Guilin w kat. 63 kg, dzięki czemu zdobył kwalifikację olimpijską. Na igrzyskach w Sydney odpadł w fazie eliminacyjnej. W pierwszej walce wygrał z Gruzinem Otarem Tusziszwilim, ale w pojedynku o wejście do ćwierćfinału został pokonany przez Kubańczyka Carlosa Juliána Ortiza, ostatecznie zajmując 13. miejsce.
W 2001 roku wystąpił na mistrzostwach świata w Sofii, gdzie zajął 17. miejsce w kat. 69 kg.

### Mieszane sztuki walki
Debiut w zawodowym MMA zanotował w 2004 roku w USA, gdy przegrał na gali ROTR 6 przez poddanie z Roylerem Graciem. W latach 2005–2007 walczył ze zmiennym powodzeniem dla organizacji Hero’s. W maju 2008 roku wystąpił na pierwszej gali nowo powstałej organizacji DREAM, gdy wystartował w turnieju o mistrzostwo wagi lekkiej. Odpadł z niego, przegrywając w pierwszej rundzie z Brazylijczykiem Luizem Firmino.
Po dwóch wygranych pojedynkach w organizacji DEEP, w 2009 roku powrócił do DREAM. Dzięki zwycięstwu w czterech kolejnych walkach z rzędu zapewnił sobie szansę walki o mistrzostwo DREAM w wadze piórkowej (do 63 kg). Zmierzył się o nie 16 lipca 2011 roku w Tokio z dotychczasowym mistrzem, Hiroyukim Takayą. 20-minutowa walka była wyrównana i zakończyła się niejednogłośną decyzją sędziów na rzecz Takayi.